# Celui qui revenait de loin
Ne doit pas être confondu avec L'Homme qui revient de loin (roman).
Celui qui revenait de loin est le deuxième roman de la série Les Conquérants de l'impossible écrit par Philippe Ébly et édité pour la première fois en 1972 dans la Bibliothèque verte.

## Résumé
Alors qu'ils explorent la région des Causses dans le sud du Massif central, Serge, son frère adoptif Xolotl et leurs amis Raoul et Marc Forestier sont informées par un autre randonneur de la légende d'une grotte maudite. Suspectant la présence de gaz toxiques, le petit groupe décide de s'équiper en conséquence, et découvre un lac d'azote liquide au fond duquel flotte un noyé d'un autre âge. Les Forestier persuadent leur père médecin de tenter la réanimation du noyé.

## Éditions

### En France
- 1972 - Hachette, Bibliothèque verte, cartonné, texte original. Illustré par Yvon Le Gall.
- 1977 - Hachette, Bibliothèque verte, cartonné, texte original. Illustré par Yvon Le Gall.
- 1979 - Hachette, Bibliothèque verte, cartonné, texte original. Illustré par Yvon Le Gall.
- 1982 - Hachette, Bibliothèque verte, cartonné, texte original. Illustré par Yvon Le Gall.
- 1984 - Hachette, Bibliothèque verte, cartonné (série hachurée), texte original. Illustré par Yvon Le Gall, nouvelle couverture d'Angel Arias Crespo.
- 1988 - Hachette, Bibliothèque verte, poche souple, texte original. Nouvelle couverture de Richard Martens.
- 1993 - Hachette, Bibliothèque verte. Nouvelle couverture de Erik Juszezak. Texte révisé.

### À l'étranger
- 1975 - Asahi (japonais : Yomigatta shounen - Le jeune homme ressuscité).
- 1976 - Kapelusz Colección Iridium (espagnol : El que volvía de lejos). Illustré par Yvon Le Gall.

## Autour du roman
- Dans ce roman, le héros Serge Daspremont rencontre pour la première fois Thibaut de Châlus, un jeune chevalier du XIIe siècle. Avec Xolotl, ils forment le trio des Conquérants de l'impossible.
- Celui qui revenait de loin explore le thème de l'hibernation et du voyage dans le temps. Il s'inspire également du récit historique de la mort de Richard Cœur de Lion en 1199 à Châlus.
- Le château de Châlus existe réellement.